# Masha Dimitrieva
Masha Dimitrieva (* 10. Januar 1966 in Simferopol)  mit bürgerlichem Namen: Maria Dmitriewa, russisch Мария Дмитриева ist eine russischstämmige deutsche Pianistin.

## Leben
Ihren ersten Klavierunterricht erhielt die Tochter eines Violinisten und einer Pianistin mit sechs Jahren. Ihr erster öffentlicher Auftritt fand statt, als sie neun Jahre alt war. Von 1981 bis 1985 besuchte sie die Spezialmusikschule des Moskauer Konservatoriums und studierte danach von 1985 bis 1990 am Moskauer Konservatorium, unter anderem bei Pawel Messner, einem Schüler von Emil Gilels, und bei Margarita Fjodorowa.
Ab 1992 studierte sie in Deutschland an der Hochschule für Musik und Theater Hannover in der Meisterklasse von David Wilde und hatte Privatunterricht bei Conrad Hansen. 1993 wurde sie Preisträgerin beim Maria-Canals-Wettbewerb in Barcelona. Ein Solo-Auftritt in Seattle führte zum großen Durchbruch. Seitdem führte sie ihre Konzerttätigkeit durch zahlreiche Länder Europas und nach Nordamerika, wo sie unter anderem mit dem Louisiana Philharmonic Orchestra, New Orleans, dem Philharmonic Orchestra, Winnipeg, dem Vancouver Symphony Orchestra; dem Münchner Symphoniker; dem Kieler Philharmonikerund dem  Hamburger Symphoniker aufgetreten ist. Ihre erste CD mit Werken von Chopin, Skrjabin und Brahms wurde 1994 in Seattle produziert. Es folgten zahlreiche CD-Einspielungen mit internationalen Labels in Deutschland und Österreich.
Masha Dimitrieva kann als die Entdeckerin von Gordon Sherwood gelten, mit dem sie sich aufgrund einer Fernsehsendung bei ARTE über diesen Vagabunden-Komponisten in Verbindung gesetzt hatte. Beeindruckt von ihrer musikalischen Ausdruckskraft und Interpretationsstärke widmet dieser ihr sein erstes Klavierkonzert. Das Werk wurde 2000 uraufgeführt und 2002 von Werner Andreas Albert mit dem Bayerischen Landesjugendorchester als Produktion des Bayerischen Rundfunks für das Label cpo eingespielt. Darüber hinaus entstand 1999 eine CD mit Kompositionen von Franz Liszt sowie 2003 die CD "Tänzerische Rhythmen" mit Werken von George Gershwin, Scott Joplin, Gordon Sherwood und Ernesto Nazareth. 2004 erschien eine weitere CD mit Soloklavierwerken von Gordon Sherwood als Livemitschnitt der Uraufführung.  2019 hat Masha Dimitrieva mit der Sopranistin Felicitas Breest  eine Weltersteinspielung mit Liedern von Gordon Sherwood veröffentlicht. Es ist die erste CD einer geplanten Gesamtaufnahme der bisher unveröffentlichten Lieder des US-amerikanischen Komponisten, der Masha Dimitrieva testamentarisch die Pflege seines musikalischen Erbes anvertraut hat.
Zum 250. Geburtstag des Komponisten Ignaz Pleyel erschien im Frühjahr 2008 eine CD mit Klavierwerken auf einem original Pleyel-Museumsflügel als Co-Produktion des Wiener Labels Gramola und der Internationalen Ignaz-Josef-Pleyel-Gesellschaft in Wien, 2011 – Ersteinspielung der Klavierwerke von Camille Pleyel (1788–1855). Die Pianistin kooperiert regelmäßig mit verschiedenen Hörfunksendern (BR, SWR, Radio Bremen).
Masha Dimitrieva arbeitet als freischaffende Pianistin. 2014 gründete sie ihren eigenen Label „Sonus Eterna“.